# Tetyana Teren
Tetyana Teren (en ukrainien : Терен Тетяна Олександрівна ou plutôt Тетяна Олександрівна Терен), née le 25 juillet 1986 à Lioutenski Boudychtcha, raïon de Poltava), est une journaliste et activiste culturelle ukrainienne.

## Biographie
Elle est née à Lioutenski Boudychtcha et a fait ses études à l'université nationale de Kharkiv.
Elle a été, entre 2005 et 2008, rédactrice en chef du magazine Berezil ; entre 2009 et 2011 animatrice sur A / TV, chaîne télévisuelle à Kharkiv. Elle e été curatrice au PinchukArtCentre et Festival d'Arsenal du livre. En 2017 elle a été la première directrice de l'Institut ukrainien du livre puis, en 2018 directrice exécutive du PEN Ukraine.